# Гуменюк Віктор Олександрович
Ві́ктор Олекса́ндрович Гуменю́к (нар. 16 січня 1990 — 7 квітня 2015) — старший солдат, Збройні сили України, учасник російсько-української війни.

## Життєпис
Народився 16 січня 1990 року в місті Тетіїв Київської області. У 2007 році закінчив загальноосвітню школу №4 міста Тетіїв (нині – Тетіївський навчально-виховний комплекс «Гімназія – загальноосвітня школа І-ІІІ ступенів»), у 2008 році – професійно-технічне училище №8 міста Тетіїв (нині – Тетіївське професійно-технічне училище) за спеціальностями «тракторист-машиніст сільськогосподарського виробництва» та «бухгалтер».
У 2008-2013 роках проходив військову службу за контрактом у 93-му окремому лінійно-вузловому полку зв’язку Сухопутних військ Збройних Сил України (військова частина А1735, місто Житомир; у 2013 році полк розформовано).
15 травня 2014 року Тетіївським районним військовим комісаріатом Київської області мобілізований до лав Збройних Сил України. 
Служив стрільцем 11-го батальйону територіальної оборони «Київська Русь» (з листопада 2014 року – 11-го окремого мотопіхотного батальйону).
7 квітня 2015-го загинув під час артилерійського обстрілу російськими збройними формуваннями селища Опитне — на лінії розмежування з окупованою терористами територією.
Похований у Тетієві.
Залишились дружина та двоє дітей.

## Нагороди
За особисту мужність і героїзм, виявлені у захисті державного суверенітету та територіальної цілісності України, вірність військовій присязі під час російсько-української війни
- нагороджений орденом «За мужність» III ступеня (04.06.2015, посмертно).